# 杨家坊乡
杨家坊乡，是中华人民共和国湖南省常德市澧县下辖的一个乡镇级行政单位。

## 行政区划
杨家坊乡下辖以下地区：
回龙峪村、龙洞峪村、观音岩村、青山峪村、坪河村、燕涔村和杨家坊村。